# Vicente Ramón Roca
Vicente Ramón Roca Rodríguez (Guayaquil, 2 settembre 1792 – Guayaquil, 23 febbraio 1858) è stato un politico ecuadoriano.

## Biografia
Deputato al Congresso ecuadoriano dal 1830 al 1833 e senatore dal 1837, fu oppositore di Juan José Flores e divenne capo della giunta rivoluzionaria.
Fu presidente dell'Ecuador dal 1845 al 1849.